# Ernst Heinrich Kahrweg
Ernst Heinrich Kahrweg (* 15. März 1818 in Bremen; † 15. November 1880 in Bremen) war ein deutscher Unternehmer.

## Biografie
Kahrweg kam aus einer Bremer Handwerkerfamilie. Der Vater betrieb eine Branntweinbrennerei, dann eine Gastwirtschaft und einen Holzhandel. In den 1860er Jahren gründeten die Brüder Ernst Heinrich und Hermann Wilhelm Kahrweg eine Teegroßhandlung in der Langenstraße Nr. 42. Das Unternehmen Kahrwegs bestand bis in die 1950er Jahre.
1880 stiftete Ernst Heinrich Kahrweg die Errichtung eines Siechenhauses. Das Kahrwegs Asyl für arme Sieche wurde 1881/82 nach Plänen des Architekten Johannes Rippe an der Nordstraße 116 in Bremen-Walle gebaut. Hier wurden arme, nicht geisteskranke Sieche aufgenommen. Das Haus hatte um 1925 bis zu 125 Plätze für Männer und 221 Plätze für Frauen. Es wurde im Zweiten Weltkrieg zerstört.
Die Büste Kahrweg (1884) vom Bildhauer Diedrich Samuel Kropp erinnert an den Stifter. Sie stand ursprünglich im Garten des Kahrwegs-Asyl und sie steht seit 1962 im Garten der Stiftungsresidenz Landhaus Horn in Schwachhausen.